# Place Pierre-Fabre
La place Pierre-Fabre, anciennement place de l'Albinque, est l'une des places principales de la ville de Castres (Tarn, France).

## Histoire

### Place de l'Albinque
La place de l'Albinque est créée à une date inconnue, mais elle existe avant la seconde moitié du XVIIe siècle. Elle tire son nom du quartier de l'Albinque, au centre duquel elle se trouve. Celui-ci est lui-même nommé en souvenir de la porte de l'Albinque, une des anciennes portes de l'enceinte de Castres, qui s'ouvrait sur la route d'Albi et de Lautrec. Cette entrée, aujourd'hui disparue, était aussi dite "porte Royale". Ce second nom est très sûrement attribuable à la venue du roi Henri III de Navarre (futur Henri IV) à Castres, le 14 mars 1585. En effet, à cette date, le présent roi, ainsi que le Duc de Sully, le Prince de Condé et le vicomte de Turenne sont entrés dans la ville par la porte de l'Albinque, où les consuls leur ont remis les clés de Castres. Au cours de cette période troublée (elle prend place durant les guerres de Religion), la cité castraise est très majoritairement protestante, et accueille donc à bras ouvert ces grands chefs militaires, tous capitaines huguenots.
En 1666, la place de l'Albinque est encore une petite esplanade, où se tient quelques foires par année. Néanmoins, au vu du fort manque de place, les consuls décident, le 7 mai 1666, de racheter les terres alentour qui appartiennent au couvent des Trinitaires. Ce dernier accepte la transaction, et après quelques travaux, la place obtient plus ou moins son envergure actuelle. Lors de la Révolution française, et plus particulièrement sous la Terreur, la guillotine de Castres est installée au centre de l'esplanade.
Le XIXe siècle est une grande période de travaux d'aménagement pour la place, principalement dans la seconde moitié de ce siècle. Sous la tutelle de Louis Alquier-Bouffard, maire de 1860 à 1870), l'église Saint-Jean-Saint-Louis est bâtie, ainsi que la halle aux grains de l'Albinque, qui trône encore aujourd'hui au centre de l'esplanade.
Une gare ferroviaire des CFDT est construite au nord-est de l'église. La ligne ouvre le 1er juillet 1905, et ferme le 31 Décembre 1962.
En 2010, la mairie de Castres annonce le commencement de travaux d'ampleur sur la place, pour 6 millions d'euros, qui se terminent deux ans plus tard. Au travers de cette opération, la voirie est refaite, et un petit "espace détente" est créé.

### Place Pierre-Fabre
La place Pierre-Fabre tient son nom actuel du pharmacien Pierre Fabre, fondateur des Laboratoires Pierre Fabre et mécène du Castres Olympique. Décédé en juillet 2013, le conseil municipal a choisi de renommer l'ancienne place de l'Albinque sous son nom le 17 décembre 2013.

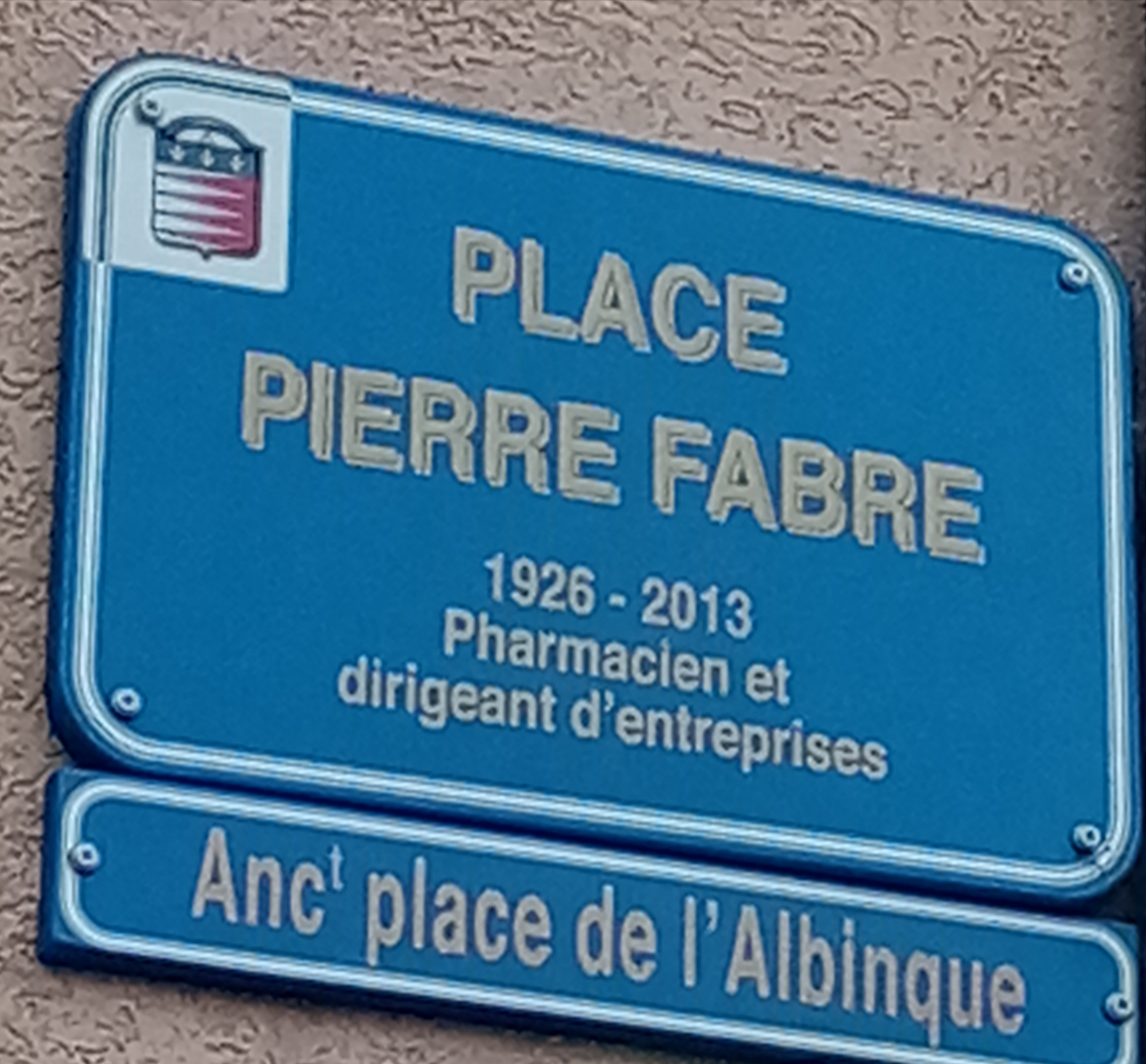
Plaque de la Place Pierre Fabre à Castres.

## Organisation générale
À l'extrémité Ouest de la place s'élève l'église Saint-Jean-Saint-Louis, bâtie en 1867. Derrière-elle à l'emplacement actuel d'un parking, se trouvait la faïencerie de Castres, qui a cessé toute activité en 1936. Sur le parvis de l'église, on peut apercevoir une croix catholique, qui commémore les évènements de la Terreur, et les victimes de la guillotine de Castres. Au centre de la place s'élève la halle de l'Albinque.

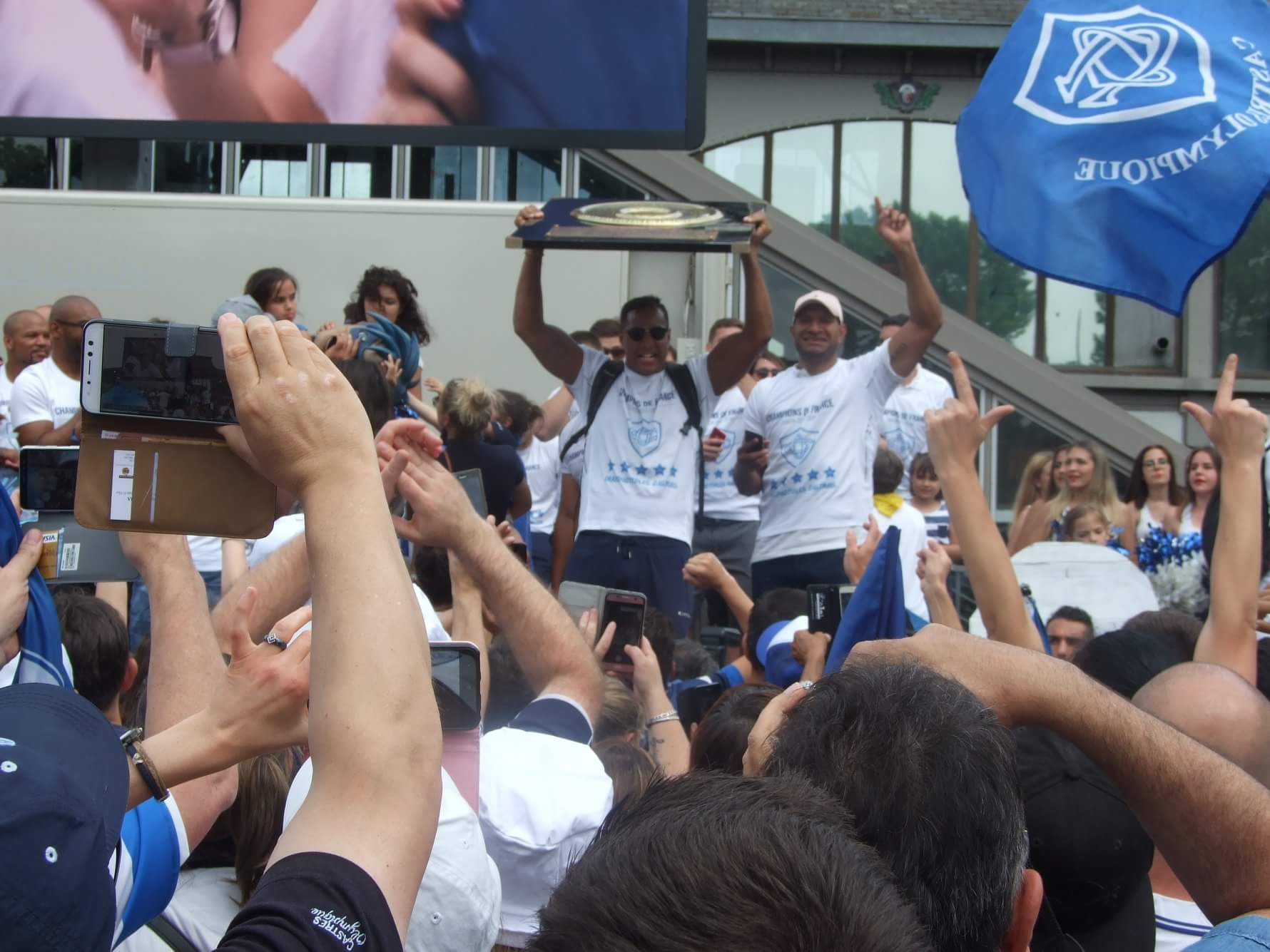
Place Pierre Fabre en juin 2018, après la victoire du Castres Olympique en finale du Top 14. Au centre, le bouclier de Brennus.
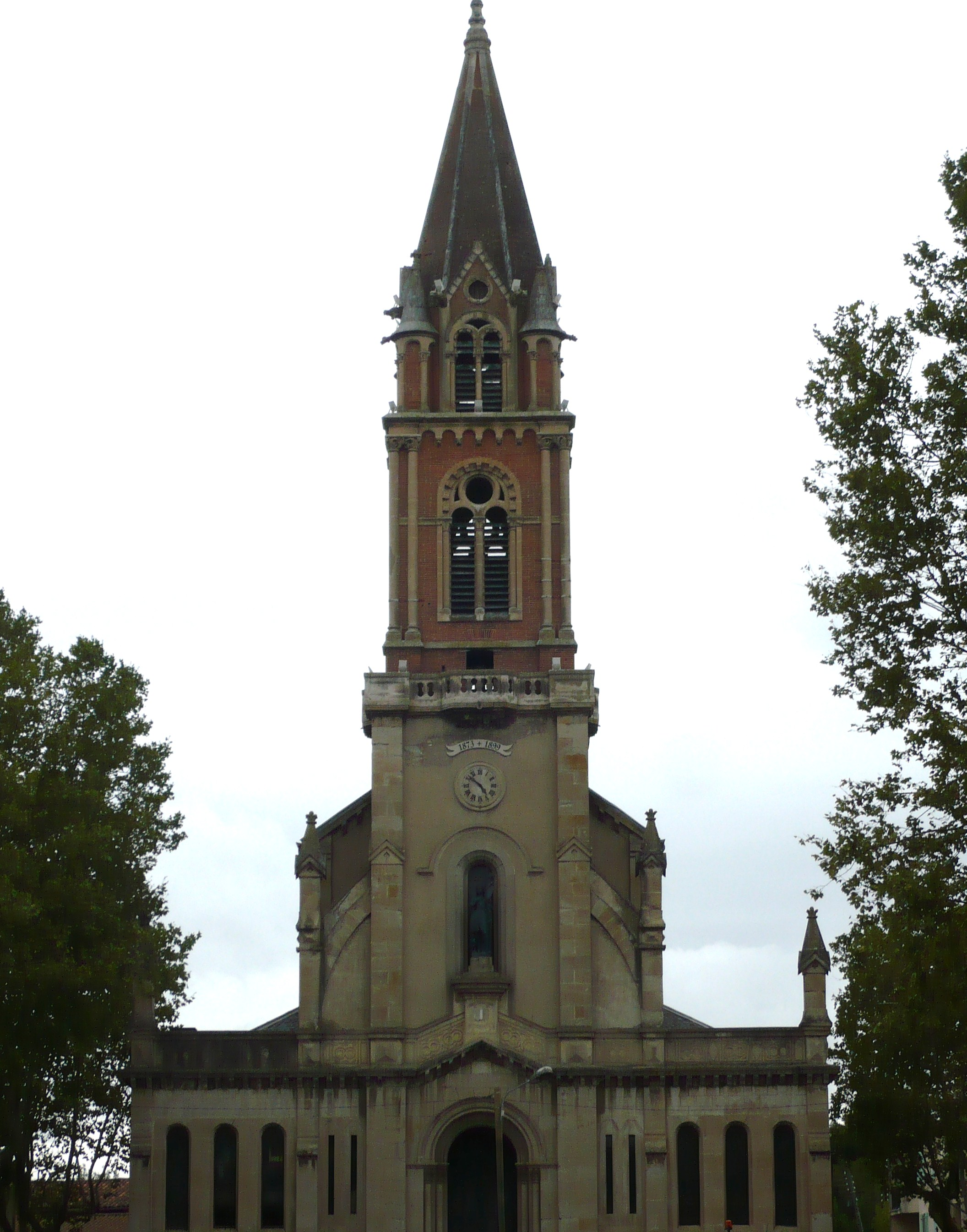
L'église Saint-Jean-Saint-Louis élevée face à la halle de l'Albinque.

## Halle de l'Albinque

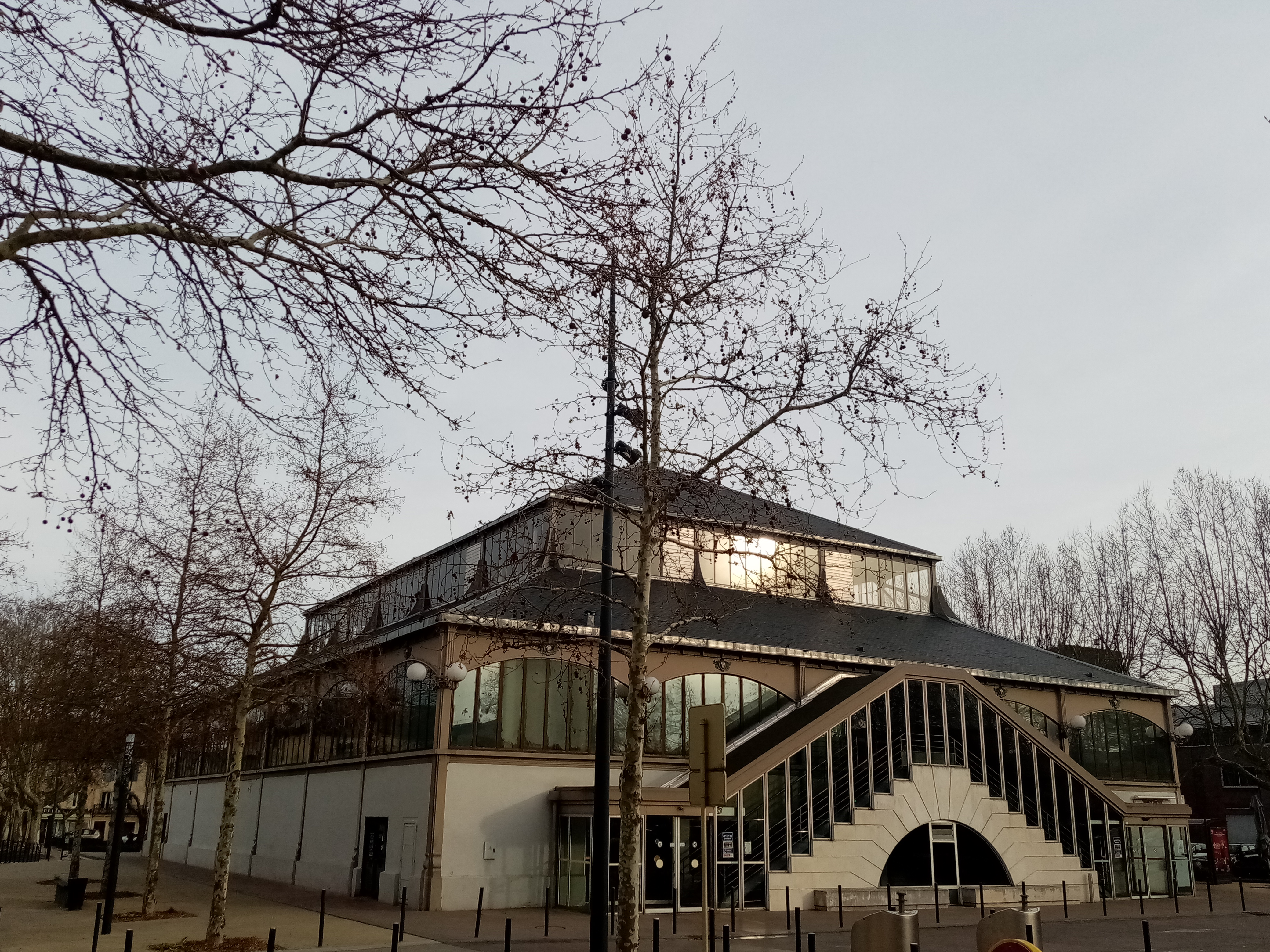
La Halle de l'Albinque construite sous le Second Empire de Napoléon III.

La halle de l'Albinque, ou marché couvert de l'Albinque, est construite à partir de 1865 sur la modèle du Pavillon Baltard de Paris. Elle est alors destinée à être une halle aux grains, afin de désengorger celle de la place Nationale (actuelle place Jean-Jaurès), alors bien trop utilisée. C'est la décision du maire Louis Alquier-Bouffard qui conduira à ces travaux sur trois années, qui se terminent donc en 1868.
Aujourd'hui devenue le symbole de la place, elle est encore utilisée, en tant que marché couvert.